# Richard Leakey
Richard Erskine Frere Leakey (Nairobi, 19 de diciembre de 1944-2 de enero de 2022) fue un  paleontólogo, arqueólogo, ecologista, político y conservacionista keniano.

## Formación
Nació y se crio en una familia de arqueólogos, siendo sus padres mundialmente famosos por el descubrimiento de fósiles de homínidos y herramientas de millones de años de antigüedad. Su padre Louis Leakey era conservador del Museo Coryndon, y su madre Mary Leakey, era directora de las excavaciones Leakey en Olduvai. El trabajo de campo que sus padres realizaban influyó en su formación despertando su interés por la naturaleza y por la evolución de la vida. Sin embargo, decidido a independizarse y no seguir el camino de sus progenitores, Richard optó a la edad de dieciséis años por dejar la escuela secundaria y trabajar en diversas actividades, como vendedor de animales y esqueletos a instituciones de investigación, como fotógrafo de safaris y más tarde entrenándose como piloto de avión. Sin embargo, redescubrirá paulatinamente lo que él llama su amor por la paleontología, actividad que lo acompañaba en su entorno familiar desde su infancia. Trabajando en la recolección de fósiles con Kamoya Kimeu, aprendió a distinguirlos y clasificarlos, adquiriendo así toda su formación profesional de lo que observaba y oía en las excavaciones. Habiendo conocido en una expedición en Kenia a Margaret Cropper, viajó a Inglaterra cuando ella retornó, completando allí sus estudios secundarios. Sin embargo, ambos decidieron casarse y regresar a Kenia sin proseguir estudios universitarios.

## Paleoantropólogo
La primera gran excavación en la que se involucró tuvo lugar en 1967. Dicho año había asumido el liderazgo de una expedición realizada por un contingente internacional, formado por kenianos, franceses y estadounidenses, en un safari al valle inferior del Omo, en Etiopía. Al regresar en aeroplano, una tormenta obligó al piloto a desviar su curso y fue entonces cuando Leakey divisó accidentalmente en las periferias del lago Turkana una vasta área de arenisca y otros depósitos sedimentarios, material donde pueden encontrarse fósiles. Tras visitar el área más tarde y cerciorarse de ello, Leakey solicitó y obtuvo de la National Geographic Society una subvención de 25 000 dólares para una primera excavación. A lo largo de los años, el fruto del trabajo en esta zona serán los fósiles de más de 160 homínidos y la dedicación plena en los próximos años de Leakey a la paleontología.
Sus descubrimientos más importantes de fósiles homínidos se vieron en África Oriental. En 1967 en el valle del Omo, en Etiopía, llamado el hombre de Kibish (considerado el Homo sapiens más antiguo). En 1969, un cráneo de Paranthropus boisei. Luego un cráneo de Homo rudolfensis (KNM ER 1470) en 1972 y otro que se clasificó como Homo erectus (KNM ER 3733) en 1975. En 1978, un cráneo intacto de Homo erectus (KNM ER 3883). 
En 1984, Kamoya Kimeu, un integrante del equipo de Leakey, encontró, cerca del lago Turkana, el esqueleto completo de un niño de doce años o menos, con antigüedad de por lo menos 1,5 millones de años, clasificado como Homo erectus u Homo ergaster. Leakey y Roger Lewin describieron este hallazgo del Niño de Turkana en su libro Origins Reconsidered (1992). Al poco tiempo, Leakey y su equipo descubrieron un cráneo de la especie Paranthropus aethiopicus (WT 17000).
Su esposa Meave Leakey y su hija Louise Leakey continúan aún sus investigaciones al norte de Kenia.

## Conservacionista

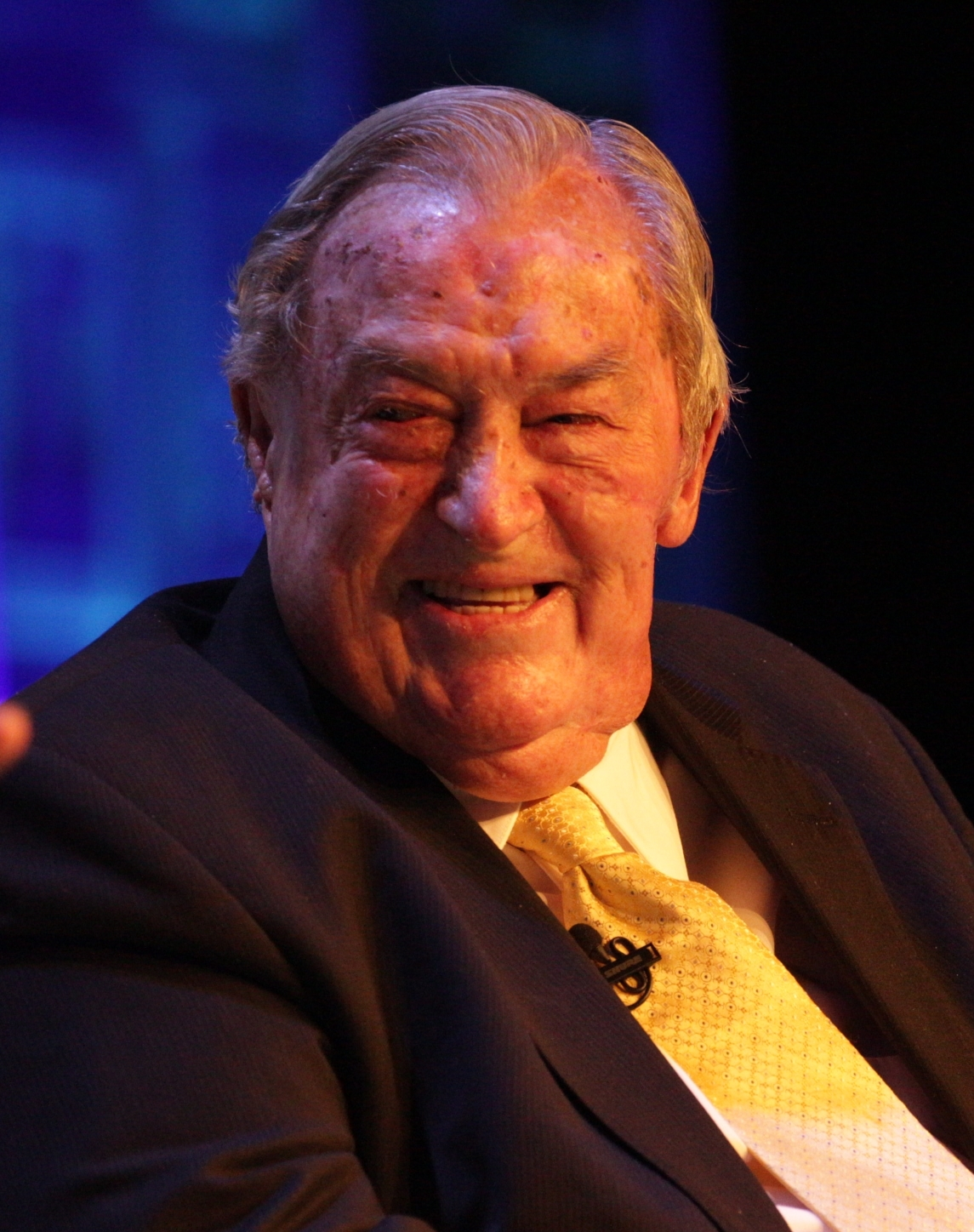
Leakey fotografiado en 2015 en Madrid

En 1989 el presidente de Kenia, Daniel Arap Moi, lo designó como jefe del Kenyan Wildlife Service (KWS), como respuesta a las críticas internacionales por la progresiva desaparición de los elefantes y el impacto que estaba teniendo en la vida salvaje del país. Leakey creó unidades bien armadas y adiestradas para luchar contra la caza ilegal en busca del marfil de los colmillos de elefante Esto resultó eficaz, pero le granjeó incontables enemistades con cazadores, parte de la población y políticos locales, debido a la firmeza incorruptible con que aplicó las medidas.

## Accidente aéreo
En 1993, una avioneta de hélice pilotada por Richard Leakey se estrelló y le aplastó la parte inferior de las piernas, que posteriormente le fueron amputadas. Se sospechó de un sabotaje, pero nunca se demostró. Mientras estaba en el hospital, Leakey le dijo al Presidente Moi, un hombre religioso, que no rezara por él, sino que actuara en los asuntos pendientes del Kenya Wildlife Service (Servicio de Fauna de Kenia). A partir de entonces, Richard Leakey caminó con prótesis. Por aquel entonces, el gobierno keniano anunció que una investigación secreta había encontrado pruebas de corrupción y mala gestión en el Servicio de Fauna de Kenia. Leakey, enfadado, dimitió públicamente en una rueda de prensa en enero de 1994. y fue sustituido por David Western como jefe del Servicio de Fauna de Kenia.
Richard Leakey escribió sobre sus experiencias en el Kenya Wildlife Service en su libro Wildlife Wars: My Fight to Save Africa's Natural Treasures (2001).

## Política
En mayo de 1995 Leakey se unió a un grupo de intelectuales kenianos que lanzaron un nuevo partido, Safina ('arca' en swahili), del que fue secretario general y diputado desde 1997. Entre 1999 y 2001 se desempeñó como secretario del gabinete de Moi y jefe del servicio civil.

## Fallecimiento
Leakey falleció el 2 de enero de 2022 en su hogar a las afueras de Nairobi. Siguiendo su deseo, fue enterrado en una colina del valle del Rift.

## Obras

### Artículos de revista
- Leakey, R.E.F. (1969) Early Homo sapiens Remains from the Omo River Region of South-west Ethiopia: Faunal Remains from the Omo Valley. Nature 222, 1132-1133. Código DOI
- Leakey, R.E.F. (1970) New Hominid Remains and Early Artefacts from Northern Kenya: Fauna and Artefacts from a New Plio-Pleistocene Locality near Lake Rudolf in Kenya. Nature 226, 223-224.Código DOI
- Leakey, R.E.F. (1971) Further Evidence of Lower Pleistocene Hominids from East Rudolf, North Kenya. Nature 231, 241-245.Códico DOI
- Isaac, G.Ll., Leakey, R.E.F. & Behrensmeyer, A.K. (1971) Archeological Traces of Early Hominid Activities, East of Lake Rudolf, Kenya. Science 173, 1129-1134. Código DOI
- Leakey, R.E.F. (1972) Further Evidence of Lower Pleistocene Hominids from East Rudolf, North Kenya, 1971. Nature 237, 264-269. Código DOI
- Leakey, R.E.F. (1973) Further Evidence of Lower Pleistocene Hominids from East Rudolf, North Kenya, 1972. Nature 242, 170-173. Código DOI
- Leakey, R.E.F. (1973) Evidence for an Advanced Plio-Pleistocene Hominid from East Rudolf, Kenya. Nature 242, 447-450.Código DOI
- Leakey, R.E.F. (1974) Further evidence of Lower Pleistocene hominids from East Rudolf, North Kenya, 1973. Nature 248, 653-656. Código DOI
- Leakey, R.E.F. (1976) Hominids in Africa. American Scientist 64, 174-178.
- Coppens, Y. & Leakey, R.E.F. (1976) Evolution in Pleistocene Africa. (Book Reviews: Earliest Man and Environments in the Lake Rudolf Basin. Stratigraphy, Palaeoecology, and Evolution. Proceedings of a symposium, Nairobi, Kenya, Sept. 1973). Science 193, 1233-1234. Código DOI
- Leakey, R.E.F. (1976) Australopithecus, Homo erectus and the single species hypothesis. Nature 261, 572-574. Código DOI
- Leakey, R.E.F. (1976) New hominid fossils from the Koobi Fora formation in Northern Kenya. Nature 261, 574-576. Código DOI
- Walker, A. & Leakey, R.E.F. (1978) The Hominids of East Turkana. Scientific American 239, 54-67. Código DOI
- Walker, A., Zimmeman, M.R. & Leakey, R.E.F. (1982) A possible case of hypervitaminosis A in Homo erectus. Nature 296, 248-250. Código DOI
- Brown, F., Harris, J., Leaky, R.E.F. & Walker, A. (1985) Early Homo erectus skeleton from west Lake Turkana, Kenya. Nature 316, 788-792. Código DOI
- Leakey, R.E.F. & Walker, A. (1985) New higher primates from the early Miocene of Buluk, Kenya. Nature 318, 173-175. Código DOI
- Walker, A., Leakey, R.E.F., Harris, J.M. & Brown, F.H. (1986) 2.5-Myr Australopithecus boisei from west of Lake Turkana, Kenya. Nature 322, 517-522. Código DOI
- Leakey, R.E.F. & Leakey, M.G. (1986) A new Miocene hominoid from Kenya. Nature 324, 143-146. Código DOI
- Leakey, R.E.F. & Leakey, M.G. (1986) A second new Miocene hominoid from Kenya. Nature 324, 146-148. Código DOI
- O'Brien, S.J., Wildt, D.E., Bush, M., Caro, T.M., Fitzgibbon, C., Aggundey, I. & Leakey, R.E.F. (1987) East African Cheetahs: Evidence for Two Population Bottlenecks?. Proceedings of the National Academy of Sciences of the United States of America 84, 508-511. Código DOI
- Harris, J.M., Brown, F.H., Leakey M.G., Walker, A. & Leakey, R.E. (1988) Pliocene and Pleistocene Hominid-Bearing Sites from West of Lake Turkana, Kenya. Science 239, 27-33. Código DOI
- Leakey, R.E.F. (1990) Elephant Apropiation. Science 247, 271. Código DOI
- Walker, A. & Leakey, R.E.F. (1994) WT 15000. (Book Reviews: The Nariokotome Homo erectus Skeleton). Science 265, 418-419. Código DOI
- Leakey, R.E.F. & Glanz, P.K. (1995) The Family Tree: The Origin of Humankind. The Physics Teacher 33, 572. Código DOI
- Cerling, T.E., Kyalo Manthi, F., Mbua, E.N., Leakey, L.N., Leakey, M.G., Leaky, R.E.F., Brown, F.H., Grine, F.E., Hart, J.A., Keleme, P., Roche, H., Uno, K.T. & Wood, B.A. (2013) Stable isotope-based diet reconstructions of Turkana Basin hominins. Proceeding of the National Academy of Sciences 110, 10501-10506. Código DOI
- Brown, F.H., Jicha, B.R. & Leakey, R.E.F. (2016) An age for Kajong, a Miocene fossil site east of Lake Turkana, Kenya. Journal of African Earth Sciences 114, 74-77. Código DOI

### Libros
- Leakey, R.E.F. & Lewin, R. (1977) Origins. London: Macdonald and Jane's. ISBN 0-354-04162-2 Leer en línea
- Leakey, R.E.F. & Lewin, R. (1978) People of the lake: mankind and its beginnings. Nueva York: Anchor Press. ISBN 0-385-13025-2 Leer en línea
- Leakey, R.E.F. (1981) The Making of Mankind. Nueva York: Dutton. ISBN 0-525-15055-2. Leer en línea
- Leakey, R.E.F. (1982) Human origins. Nueva York: Lodestar Books. ISBN 0-525-66784-9. Leer en línea
- Leakey, R.E.F. (1983) One Life: An Autobiography. Londres: Joseph. ISBN 071812247X. Leer en línea
- Leakey, R.E.F. & Lewin, R. (1993) Origins Reconsidered. Nueva York: Anchor. ISBN 0-385-46792-3
- Leakey, R.E.F. (1994) The Oriring of Humankind. Perseus Books.
- Leakey, R.E.F. & Lewin, R. (1995) The Sixth Extinction. Nueva York: Doubleday. ISBN 0-385-42497-3. Leer en línea
- Leakey, R.E.F. & Morrell, V. (2001) Wildlife Wars: My Fight to Save Africa's Natural Treasures. Nueva York: St. Martin's Press. ISBN 0-312-20626-7. Leer en línea

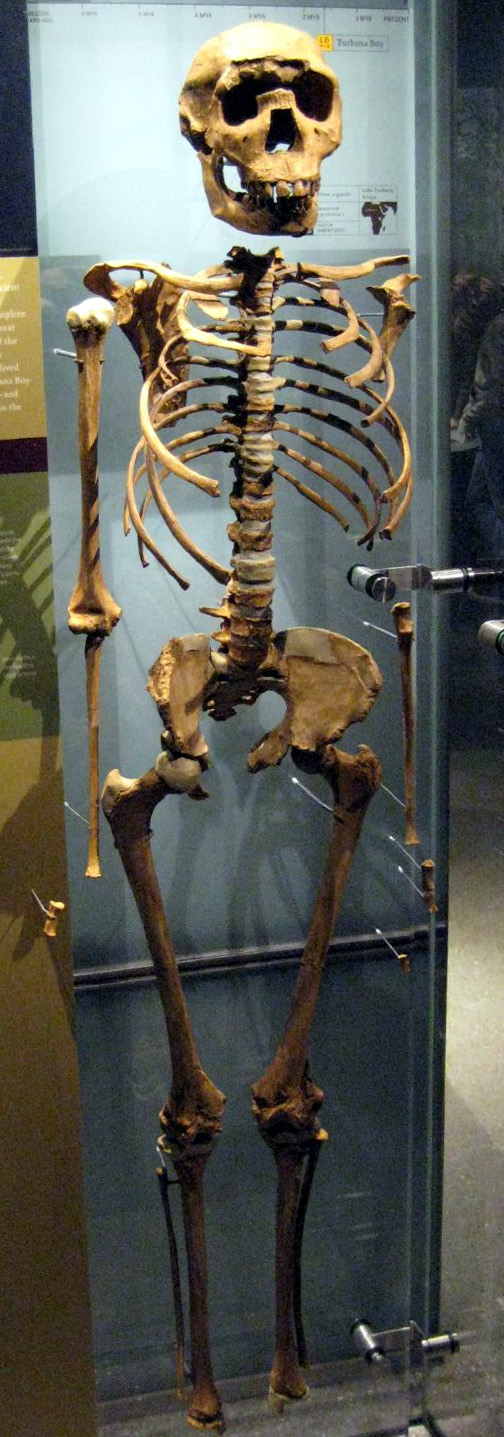
El niño de Turkana, el espécimen de Homo ergaster, descubierto por Kamoya Kimeu del equipo de Leaky en 1984.

## Ediciones en español
- Richard Leakey. Leakey. Salvat Editores, S. A. Barcelona (1989) ISBN 84-345-8221-X
- Richard Leakey. La formación de la humanidad. RBA Editores, S. A. Barcelona (1993) ISBN 84-473-0207-5
- Richard Leakey y Roger Lewin. Nuestros orígenes. En busca de lo que nos hace humanos. Crítica. Barcelona (1994) ISBN 978-84-7423-639-2
- Richard Leakey y Roger Lewin. La sexta extinción. El futuro de la vida y de la humanidad. Tusquets Editores SA. Barcelona (1997) ISBN 84-8310-551-9
- Richard Leakey (colaboración de Virginia Morell). En Defensa de la Vida Salvaje: Mi lucha por salvar las riquezas naturales africanas. Barcelona, 2002, RBA Libros SA. ISBN 84-7901-864-X

## Eponimia
- El asteroide (7958) Leakey fue nombrado en honor de los antropólogos británicos Mary Leakey (1913-1996), Louis Leakey (1903-1972) y Richard Leakey (1944-2022).